# Kōhaku maku

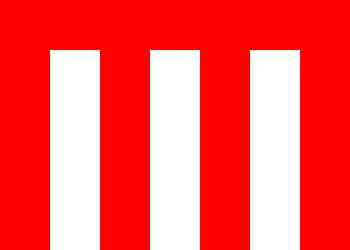
Disegno kōhaku maku

Un kōhaku maku (紅白幕 let: rivestimento rosso e bianco) è un pannello di tessuto usato come decorazione in particolari occasioni in Giappone. Il nome è dovuto alle linee rosse e bianche tra loro legate, conosciute come kōhaku. I pannelli Kōhaku maku sono tenuti appesi con delle stringhe rosse.
I Kōhaku maku vengono appesi al muro per dare un aspetto festoso sia in occasioni formali, in particolare per i festeggiamenti per il raggiungimenti della maturità, sia per occasioni più comuni come il cha no yu e le scampagnate hanami, per abbellire i luoghi in cui vengono tenute queste attività.
Un tipo di tessuto con un motivo nero e bianco simile a quello del 'kohaku maku è utilizzato per le veglie.